# 리옹 대학교
리옹 대학교(University of Lyon, 프랑스어: Université de Lyon)는 프랑스 리옹과 생테티엔에 위치한 대학교이다. 11개 멤버 및 24개 연계 기관들로 구성된 고등교육과 연구의 중심 학교이다. 이 중심에는 3개의 대학이 있다: 리옹 제1대학교(보건 및 사회연구 위주, 리옹 제2대학교(사회과학, 예술 위주), 리옹 제3대학교(법 및 인문학 위주).

## 연계 기관
- 생테티엔 국립고등광업학교
- 국립고등문헌정보학학교